# Terremoto de Siria de 1344
El terremoto de Siria de 1344 fue un terremoto destructivo que afectó el actual noroeste de Siria y el centro-sur de Turquía el 3 de enero de 1344. Las estimaciones de la magnitud sísmica oscilan entre 6,8 y 7,6. La intensidad Medvédev-Sponheuer-Kárnik fue de VII a VIII en Manbij; de VI a VII en Alepo y de IV en Damasco. Miles murieron en Siria y muchas estructuras fueron destruidas.
El área de Alepo quedó devastada; la mayor parte de Manbij fue destruida y la mayoría de la población murió por la caída de escombros. Un castillo en la ciudad resultó dañado y se produjeron muertes. Las torres de la ciudadela, mezquitas, monumentos y murallas se derrumbaron. La cifra de muertos de 5.700 apareció por primera vez en un catálogo de terremotos paramétricos publicado en 1980. Los graves daños se extendieron hasta el norte de Gaziantep. El temblor se sintió en Egipto. En Damasco, los efectos del terremoto fueron leves. No hubo documentación de daños en Antioquía. Se produjeron réplicas débiles. Los residentes de Alepo buscaron refugio fuera de la ciudad durante 40 días por temor a daños adicionales.
La fecha exacta del evento varía entre el 2 o el 3 de enero de 1344. También se fechó el 1 de enero de 1343.